# バージニア・ホール
バージニア・ホール・ギヨ（英語：Virginia Hall Goillot、1906年4月6日-1982年7月8日）は、アメリカ人の女性スパイである。第二次世界大戦中はイギリスの特殊作戦執行部、その後はアメリカの戦略諜報局や中央情報局(CIA)の特別活動課に所属していた。 大英帝国勲章が叙勲されている。
彼女はスパイという事もあり "Marie Monin", "Germaine", "Diane", "Marie of Lyon", "Camille"、 "Nicolas". などの別名でも知られている。ナチスドイツ側では、「アルテミス」と呼ばれており、ドイツ秘密国家警察は「連合国のスパイの中で最も危険なスパイ」と評価していた。

## 生涯

### 誕生から第二次世界大戦直前まで
彼女はメリーランド州ボルチモアで、母Barbara Virginia Hammelと父Edwin Lee Hallの娘として生まれた。Roland Park Country School、その後名門のラドクリフ・カレッジ、（コロンビア大学）バーナード・カレッジに在学し、フランス語、ドイツ語、イタリア語を学んだ。最終的にヨーロッパで勉強をしたがっていた。両親の援助でドイツ、オーストリア、フランスへの旅行とともに勉強に励み、最終的に1931年にポーランドのワルシャワにあるアメリカ大使館で領事業務員として任命された。
国務省外交局で仕事をすることを望んでいたが、1932年頃にトルコで狩りをした際に誤って自分の左脚を撃ち挫折した。脚はひざ下から切断され、彼女に"Cuthbert"と名づけられた木製の義足を付けることとなった。この怪我によって、彼女は将来辿るはずだった外交官のキャリアを断念することを余儀なくされ、1939年に国務省を辞職した。その後、ワシントンD.C.のアメリカン大学の大学院に通学した。

### 第二次世界大戦期
戦争が始まる頃、ホールはフランスのパリに居た。1940年夏のナチス・ドイツのフランス侵攻でフランスが敗北した時、救急活動に参加していた。
イギリス特殊作戦執行部（SOE）
ホールはロンドンに向かい、新しく設立されたイギリス特殊作戦執行部（SOE）の志願兵となり、1941年8月にヴィシー政権下のフランスに舞い戻った。そこで15か月を過ごし、占領下およびヴィシー政権下の地下抵抗組織（en）の活動家たちと連絡を取りつないだ。当時、彼女はニューヨークポストの特派員の肩書きで活動していた。
1942年11月にドイツが急にフランス全土を支配下に収めた際、ホールはかろうじてスペインに逃れることが出来た。ちょっとした気まぐれで、自身の義足に"Cuthbert"のコードネームをつけた。米空軍情報局のデニス・ケーシー博士によると、フランス人は彼女に「la dame qui boite（足を引きずる女）」、ドイツ人は手配書に「the limping lady（片足を引きずっている女）」のニックネームをつけたと述べている。
彼女が脱出する前に、彼女はSOEに「"Cuthbert" が途中でトラブルを起こさなければいいのだけど」と連絡した。事情を知らないSOEは「"Cuthbert" がトラブルを起こすなら、彼を排除しろ」と返答している。1943年7月、秘密裏に彼女へ大英帝国勲章名誉メンバー（MBE）が授与された。
アメリカ戦略諜報局（OSS）
ホールは1944年3月にアメリカ戦略諜報局（OSS）の特殊作戦支部に加入し、占領下のフランスに戻れるよう支援を要請をした。彼女には敵の背後で極秘に活動するスパイとしての訓練はまったく必要なく、OSSはすぐに要求を飲み、Marcelle Montagneの名前が入った偽造身分証の手配とイギリスの高速魚雷艇でブルターニュへの上陸が行われた（義足はパラシュートで降ろされた）。
コードネーム"Diane"を名乗った彼女は、ゲシュタポ（ドイツの秘密国家警察）の捜査から逃れ、フランス中央部の抵抗組織と接触した。彼女は補給物資と部隊の降下地点の指定を行い、セーフハウスを築き、ノルマンディーで上陸した連合軍とJedburgh部隊の連絡を取り持った。ホールは、ドイツ軍に抵抗する3つの大隊へのゲリラ戦術訓練を支援し、9月に連合軍が彼女の部隊と合流するまで重要な報告を続けた。

### 戦後
1950年、OSSの諜報員であるポール・ギヨと結婚した。1951年、中央情報局（CIA）に所属し、フランス議会情勢のインテリジェンスアナリストとして働いた。彼女は特別活動課の一員として夫と共に働いた。
1966年にメリーランド州バーンズビルの農場に引退した。
1982年7月8日、メリーランド州ロックビル のShady Grove Adventist Hospitalで満76歳で亡くなった。第二次世界大戦で活躍したこの女性スパイは、メリーランド州ボルチモア、PikesvilleのDruid Ridge Cemeteryで永い眠りについている。

## 受賞歴
- 殊勲十字章 -第二次世界大戦の民間人女性に与えられた唯一の例である[10]。
- 大英帝国勲章名誉メンバー（MBE）

## 関連
伝記
- The Wolves at the Door : The True Story of America's Greatest Female Spy 、著 Judith L. Pearson (2005) The Lyons Press, ISBN 1-59228-762-X.
- L'Espionne. Virginia Hall, une Américaine dans la guerre、著： Vincent Nouzille (2007) Fayard (Paris)、フランス語 ISBN 978-2213628271

映画
- 2017年、バージニア・ホールの生涯を基にしたソニア・プルネル原作「A Woman of No Importance」の映画化が発表された。